# Våtsjön (Karlskoga socken, Värmland)
Våtsjön är en sjö i Karlskoga kommun i Värmland och ingår i Göta älvs huvudavrinningsområde. Sjön är 12,5 meter djup, har en yta på 3,1 kvadratkilometer och befinner sig 140,1 meter över havet. Vid provfiske har bland annat abborre, gärs, gädda och lake fångats i sjön.

## Som fritidsområde
Det finns ett 40-tal sommarstugor utmed sjön. En del av dessa äldre fritidshus,  från 30- 40-talet, var byggda av plankor från Bofors kanonlådor. Några av dessa fritidshus finns fortfarande kvar.
Sportföreningen OK Djerf är alltsedan dess tillkomst på 30-talet fortfarande aktiv.  Djerfföreningen skapar runt området kring Våtsjön varje år många spår för längdskidåkning.
1968 drogs el fram till Djerfstugan såväl som till omkringliggande fritidshus. Innan dess hade Djerfstugan ett litet vindkraftverk där elen lagrades av NiFi-batterier. Dessa batterier var en gåva från Bofors.
http://www.okdjerf.se/
Våtsjön är en mycket populär sjö för långfärdsskridskoåkning.
https://www.youtube.com/watch?v=L9lXG3X7_Ww

## Delavrinningsområde
Våtsjön ingår i det delavrinningsområde (657450-143459) som SMHI kallar för Utloppet av Våtsjön. Medelhöjden är 156 meter över havet och ytan är 18,2 kvadratkilometer. Räknas de 6 avrinningsområdena uppströms in blir den ackumulerade arean 85,6 kvadratkilometer. Valån (Kärmälven) som avvattnar avrinningsområdet har biflödesordning 3, vilket innebär att vattnet flödar genom totalt 3 vattendrag innan det når havet efter 291 kilometer. Avrinningsområdet består mestadels av skog (77 procent). Avrinningsområdet har 3,29 kvadratkilometer vattenytor vilket ger det en sjöprocent på 18,1 procent.

## Fisk
Vid provfiske har följande fisk fångats i sjön:
- Abborre
- Gärs
- Gädda
- Lake
- Löja
- Mört
- Sik
- Siklöja